# کیث پاکارد
کیث پاکارد (به انگلیسی: Keith Packard) (زاده ۱۶ آوریل ۱۹۶۳) یک توسعه‌دهنده نرم‌افزار است که بیشتر به خاطر کار بر روی سامانه پنجره اکس شناخته می‌شود. پاکارد مسئول بسیاری از افزونه‌ها و مقالات فنی در مورد اکس است. او از اواخر دهه ۱۹۸۰ تا کنون، به عنوان یکی از اعضای کنسرسیوم ام‌آی‌تی اکس، اکس‌فری۸۶ و بنیاد اکس. ارگ، به شدت درگیر توسعه اکس بوده است. در سال ۲۰۱۱، پاکارد به عنوان «فردی که در پشت بسیاری از بهبودهای ایجاد شده در قسمت میزکارهای متن‌باز در ده سال اخیر بوده است» جایزه متن‌باز اورلی را دریافت کرد. پاکارد در سال ۱۹۸۶ لیسانس خود را در رشته ریاضیات از کالج رید، ارگان دریافت کرد. پاکارد از ۱۹۸۳ تا ۱۹۸۸ در شرکت تکترونیکس مشغول به کار بود و در آنجا به طراحی ترمینال‌های اکس و ایستگاه‌های کاری یونیکس پرداخت. سپس به کمبریج، ماساچوست نقل مکان کرد و در سالهای ۱۹۸۸ تا ۱۹۹۲ در کنسرسوم اکس موسسه فناوری ماساچوست مشغول به کار بود. او در آنجا به عنوان عضو ارشد یک تیم کوچک، به توسعه مراجع پیاده‌سازی و استانداردهای سیستم پنجره اکس پرداخت.
پاکارد در سال ۲۰۰۴ به جمع توسعه‌دهندگان دبیان پیوست. او در پروژه دبیان فونت‌کانفیگ و بسته‌های دیگری را نگه‌داری می‌کند. پاکارد همچنین از سال ۲۰۰۶ در شرکت اینتل مشغول به کار است.